# Juha Vainio
Juha Vainio (10 de mayo de 1938 – 29 de octubre de 1990) fue un letrista, cantante y compositor finlandés.

## Biografía

### Inicios

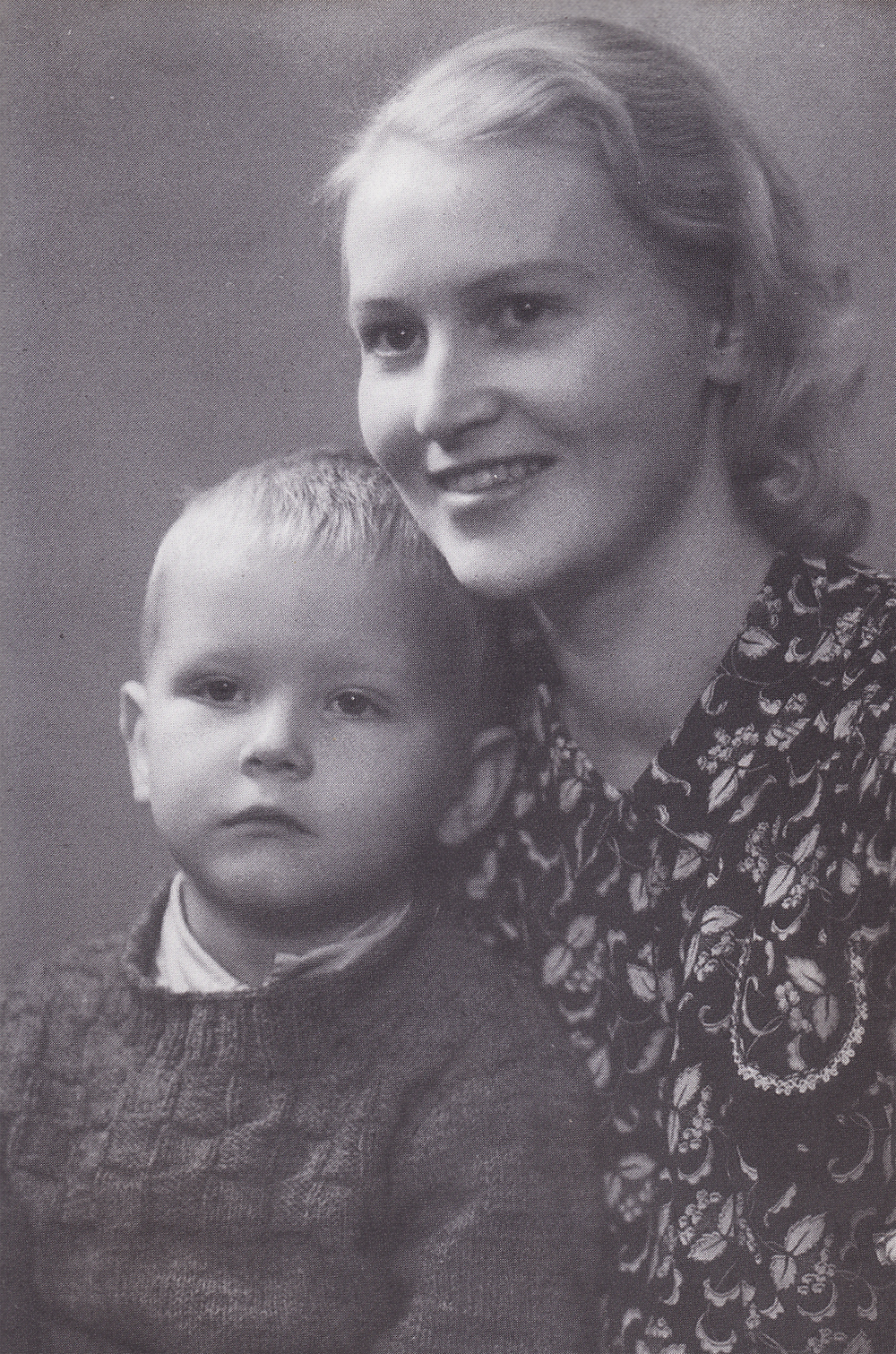
Juha Vainio con su madre, Kaarina

Su nombre completo era Juha Harri Vainio, y nació en Kotka, Finlandia, siendo sus padres Tauno y Kaarina Vainio, y sus dos hermanos Marja (1944) y Markku (1946).
Ya de niño, a Juha Vainio le encantaba cantar, y los vecinos de la familia le pedían que actuara. Con el estallido de la Guerra de invierno en 1939, el padre de Juha fue destinado como capitán de la fuerza de reserva, y Juha se mudó con la familia a Metsola, Kotka. Vainio escribió la canción Eräänlainen sotaveteraani, en el álbum Sellaista elämä on, describiendo sus sentimientos hacia esa época. 
En 1945 la familia fue a vivir a Metsola, donde permaneció hasta 1950, antes de volver a Kotka. En Metsola conoció a Nestori Miikkulainen, al cual homenajeó en su canción Vanhojapoikia viiksekkäitä.
A Juha Vainio le diagnosticaron en su infancia una malformación cardiaca, motivo por el cual fue operado a principios de 1949, siendo rápida su recuperación.
Tras sus estudios primarios acudió a un gymnasium en Kotka, destacando como en las redacciones, el canto y la actividad deportiva.

### Comienzos musicales

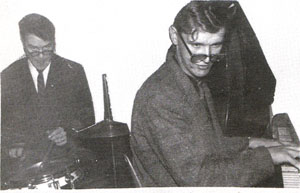
Juha Vainio (der.) en 1957

Juha Vainio se interesó por la música y empezó a tratar con músicos a mediados de la década de 1950. El centro de la música jazz en Kotka era el restaurante Fennia, donde músicos como Keijo Laitinen tocaban. A finales de 1956 Vainio era amigo de Heikki Kauppinen y del batería Erkki Liikanen. A Vainio le gustaba más la música schlager, y más adelante describiría a muchos de sus amigos en las letras de sus canciones.
En el restaurante Fennia, Juha Vainio conoció a su futura esposa, Taina Kaukonen, con la que se casó en 1960, al quedarse ella embarazada. Su hijo, Ilkka, nació en octubre de ese año. Juha y Taina tuvieron otros tres hijos: Sami (1961), Kalle (1963) y Kati (1967). Mientras, él estudió en la Yhteiskunnallinen korkeakoulu (Escuela de Ciencia Sociales, que más tarde fue la Universidad de Tampere) y en la Opettajakorkeakoulu (Escuela de Educación Vocacional), donde se graduó como maestro.
Juha Vainio dio clases en la escuela primaria Yläpää, pero en 1964 hubo de ausentarse para cumplir su servicio militar. Entonces ya se había ganado la reputación como letrista, y en el ejército escribió las letras de la nueva marcha militar de la Brigada Karelia. Vainio finalizó el servicio militar en el otoño de 1964, a los 26 años de edad.

### Progreso

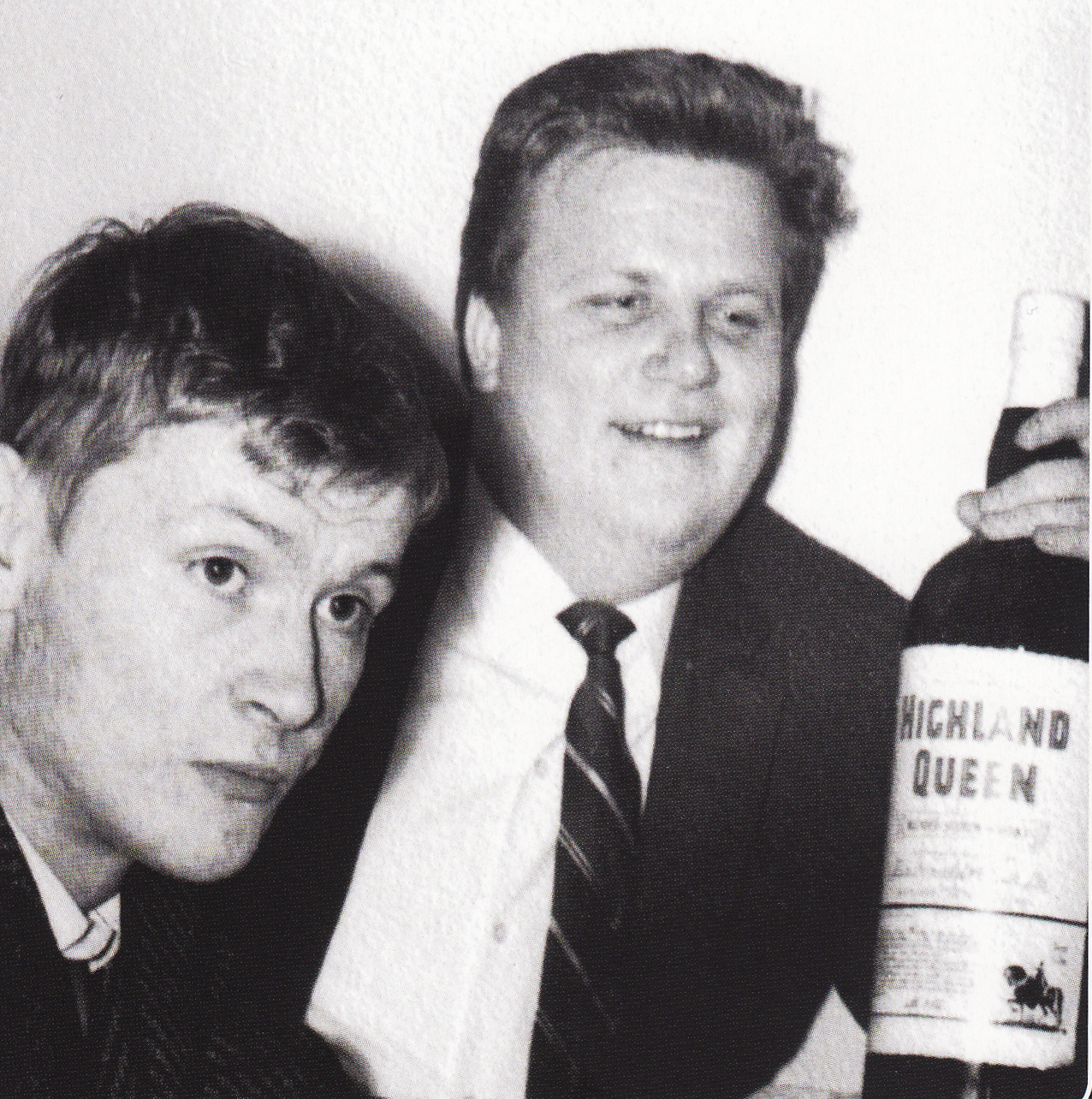
Keijo Laitinen (der.) con Juha Vainio a la izq.

Las influencias musicales de Vainio incluían a Tapio Rautavaara, Georg Malmstén y Henry Theel. Empezó a escribir letras para las bandas de sus amigos, y sus textos le dieron cierta fama. Vainio fue por encima de todo un letrista, y escribió textos o música de más de 2.400 canciones publicadas, la mayoría grabadas por otros artistas. Muchas de ellas fueron escritas para composiciones de Toivo Kärki. También tradujo canciones populares extranjeras al finlandés, trabajo que después abandonó dado que los traductores solo recibían un sueldo fijo por su trabajo en vez de pagas por derechos de autor.
Al comienzo de su carrera, el comediante Spede Pasanen pidió a Vainio y sus amigos que tocaran en un show radiofónico titulado Ruljanssiriihi. La banda aceptó, y cuando Pasanen dejó la radio para trabajar en la televisión, los músicos le siguieron. Así, tocaron en los shows de Pasanen, entre ellos Speden saluuna y 50 pientä minuuttia.
Con la ayuda de su amigo Erkki Liikanen, Vainio consiguió un acuerdo comercial con la discográfica Finndisc. Su single de debut, Paras rautalankayhtye, se grabó en 1964. Al mismo tiempo, Vainio recibió el apodo de "Watt", el cual aparecía en la cubierta del disco. Vainio escribió letras para varios artistas, entre ellos Katri Helena. Hacia 1965 Vainio y su familia se mudaron a Espoo, donde vivieron más de 25 años.
Las canciones de Vainio Mistä löydän ystävän y Maanantaitango ya habían sido grabadas por Katri Helena en 1963, antes del servicio militar de Vainio Tras el servicio militar, Vainio trabó amistad con el compositor y periodista musical Sauvo Puhtila, que le dijo que Yleisradio precisaba letristas. Ansioso de dejar su trabajo de maestro, Vainio aceptó y empezó a colaborar con el músico Reino Markkula. Su canción Sä kuulut päivään jokaiseen, compuesta por Markkula con letras de Vainio, fue pasada a Eino Grön, que la llevó al éxito.
Vainio trabajó en Fazer Music como letrista con un salario mensual, y al mismo tiempo escribía sus propias canciones. Tradujo al finalndés varios éxitos internacionales como Piilopaikka (originalmente "You've Got Your Troubles") y Nyt meni hermot, que fue un éxito de discográfico del grupo pop The First. A los 30 años escribió una de sus traducciones más conocidas, el tema interpretado por Fredi Kolmatta linjaa takaisin. Otro éxito fue su traducción de la canción de The Beatles "Penny Lane", grabada por Pepe Willberg como Rööperiin.
Además de por escribir canciones a otros, Vainio fue también un afamado artista en solitario. Escribió la música de algunos de sus temas, a pesar de no considerarse nunca un cantante o un compositor. Al principio trabajaba con la orquesta de Pertti Metsärinne, con la que grabó "Hum-Boogie". Entre sus temas se incluyen Jos vain saisin nastahampaan takaisin (1964), Suolaa, suolaa, enemmän suolaa (1965) y Juhannustanssit (1965). Todas se encontraban en su álbum de debut, Juha "Watt" Vainio.
A mediados de los años 1960 Vainio tuvo éxitos como Sellanen ol' Viipuri, Turistit tuppukylään y una canción con Erik Lindström, Herrat Helsingin. Cuando Finndisc fue vendida a Scandia, la colaboración entre Vainio y Lindström finalizó. Poco después, Vaino se asoció con el compositor Jaakko Salo. Empezó a escribir letras para el compositor Toivo Kärki, que había perdido a su letrista principal, Reino Helismaa, en enero de 1965.
Entre Sus canciones más conocidas de finales de los años 1960 e inicios de los 1970 se incluyen Suomi–Ruotsi y Matkarakastaja, la cual fue criticada. Aunque sus álbumes eran colecciones de singles, grabó su primer álbum de estudio propio en 1972. Viisari värähtää incluía la canción Kaunissaari, la cual grabó varias veces a lo largo de su carrera. Se publicó en su siguiente álbum, Tulin, näin ja soitin, lanzado en 1975. 
En 1966 Vainio trabó amistad con Vexi Salmi y Irwin Goodman. El trío hizo una gira veraniega llamada Kansalle mitä kansa haluaa, pero en ocasiones Vainio estaba demasiado bebido para actuar. Vainio y Reijo Tani lanzaron una colección de singles en 1968 titulada Juha "Watt" Vainio ja Reijo Tani, y que incluía Kauhea kankkunen y Vanha salakuljettaja Laitinen, ambas en colaboración con Toivo Kärki. En 1970 Vainio empezó a escribir pequeños ensayos con Gunnar Mattsson.

### Alcoholismo

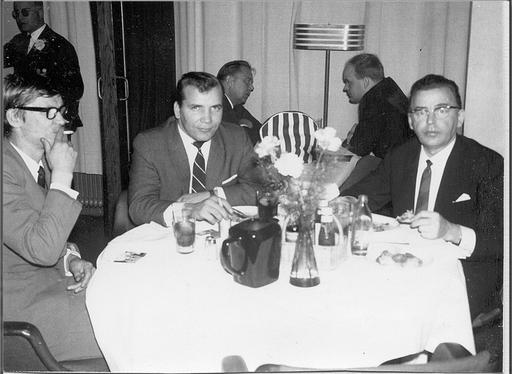
Juha Vainio (izq.) con Eino Grön y Olavi Virta (der.) en 1965

Según pasaba el tiempo, Vainio consumía más y más alcohol. Solía utilizar una petaca por si se quedaba sin bebida. Sus deterioradas relaciones familiares se consideran como uno de los motivos de su alcoholismo. Muchos de sus amigos también eran grandes bebedores, pero Heikki Kauppinen y Reijo Tani dejaron la bebida en 1972. El alcoholismo de Vainio se incrementó en los años 1970s, y empezaba a darse cuenta de que no era posible seguir viviendo así. El verano de 1975 decidió que debía dejar de beber, sobre todo cuando el futbolista Kai Pahlman le dijo que estaba sorprendido de que él siguiera vivo. A finales de 1975 estuvo sobrio cuatro meses, pero acabó recayendo.
Vainio se vio apoyado por amigos que había dejado la bebida, como fue el caso de Osmo "Osku" Kanerva. Eino Grön, otro amigo, decidió dejar la bebida después de Vainio. Tras conseguir abandonar el alcohol, las canciones de Vainio fueron más serias y sensibles, aunque seguía escribiendo textos con humor.
Sin embargo, dejar el alcohol no fue la solución a los problemas domésticos de Vainio, por lo que finalmente él y Taina se divorciaron.

### Cambios
Tras divorciarse, su vida fue cambiando lentamente. Creativamente fue más prolífico que nunca a finales de los años 1970 y en la siguiente década. Además, empezaba a componer a la vez que escribía letras. En esa época colaboró bastante con Veikko Samuli y Jaakko Salo, arreglando este último algunas de sus canciones.
En 1976 su canción Jawohl, jawohl, del disco Kansi kiinni ja kuulemiin, fue criticada por su comentario sobre los turistas alemanes que visitaban Laponia. El disco tenía otra canción sensible, Mä uskon huomispäivään, así como los títulos Playboy 60 v, Suomi–Ruotsi y Taas lapsuuden maisemiin.
Vainio empezó a componer activamente a finales de los años 1970, aunque antes ya había publicado algunas de sus composiciones. Entre sus primeras obras figuran Matkarakastaja y Viisari värähtää, y entre las de mayor fama de la época se encuentra Käyn ahon laitaa, del álbum de 1979 del mismo título. Vainio escribía canciones más sensibles, una tendencia que fue evidente en sus siguientes álbumes. El disco de 1981 Albatrossi ja sorsa contiene una de sus canciones de mayor fama, Albatrossi. Otras canciones de la época fueron Apteekin ovikello, sugerida por Tapio Rautavaara, Panaman konsuli y Kun mä rupesin ryyppäämään.
En 1976, Vainio fue contratado para escribir varios temas de carácter amoroso y humorístico que se editaron en cinta casete. Vainio escribió algunas de las canciones y cantó en la grabación, utilizando todos los músicos pseudónimos, siendo el de Vainio Junnu Kaihomieli. Una de ellas fue Kumi-Roope, una versión obscena del tema popular Rosvo-Roope. En 1979 Vainio participó en otra grabación similar, lanzándose en 1992 y 1997 como Pahojen poikien lauluja 1–2 y Porno-ooppera / Pahojen poikien lauluja 3. Ambas grabaciones consiguieron ser discos de oro.
En 1982 Vainio colaboró con la culturista Kike Elomaa, cantando juntos en el sencillo Kunto nousee sullakin, con letras de Vainio. La cara B era Pokkana ja paikallaan, tema cantado por Elomaa en solitario. Un álbum recopilatorio titulado Sellaista elämä on se editó en 1983 con las canciones más populares de Vainio. El último álbum de estudio de Vainio se lanzó en 1985, Elämää ja erotiikkaa, con canciones como Aleks ja Jaan, Heiskasen kanssa kun heiluttiin y Yksinäinen saarnipuu.
Tras su divorcio, Vainio había iniciado una relación con Pirkko Heikkala, con la que se casó el 27 de diciembre de 1981 en Kuusamo. En 1983 tuvieron una hija, Suvi. La pareja se mudó a Suiza a finales de los años 1980. En 1988 Katri Helena, Eino Grön, Pave Maijanen y otros populares artistas actuaron en un concierto organizado para celebrar el cincuenta cumpleaños de Vainio.

### Fallecimiento

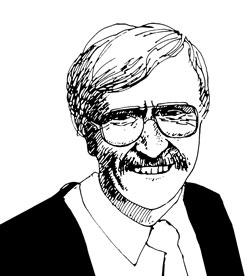
Retrato de Juha Vainio

Los problemas cardiacos de Vainio resurgieron en 1990. Vainio viajaba a Florida con su amigo, el compositor Veikko Samuli. Vainio fue al baño durante el vuelo, y hubo de llamar a un médico. Había tomado más medicamento contra su dolencia del necesario, por lo que su frecuencia cardíaca disminuyó. Una azafata le salvó la vida forzándole a vomitar.
Vainio actuó por última vez el 12 de octubre de 1990. Falleció a causa de un ataque cardíaco el 29 de octubre de 1990 en su casa en Gryon, Suiza, en brazos de su esposa. Tenía 52 años de edad. Fue enterrado en una tumba familiar en el Cementerio de Hietaniemi, en Helsinki.

## Premio Juha Vainio
El Premio Juha Vainio se fundó en 1991, y se concede anualmente a destacados letristas de Finlandia, con un valor de 5.000 euros. 

## Discografía
- 1966 : Juha 'Watt' Vainio
- 1968 : Juha 'Watt' Vainio ja Reijo Tani
- 1972 : Viisari värähtää
- 1975 : Tulin, näin ja soitin
- 1976 : Kansi kiinni ja kuulemiin
- 1979 : Käyn ahon laitaa
- 1981 : Albatrossi ja sorsa
- 1983 : Sellaista elämä on
- 1985 : Elämää ja erotiikkaa
- 1991 : Viiskymppisen viisut